# タジマジック
タジマジック（1960年9月13日 - ）日本の奇術師。超能力マジシャン（サイキックイリュージョニスト）を行っている。東京都中野区にあるマジックがみられる温泉ランド「昭和浴場（マジック温泉）」の3代目。

## 人物
- マジシャンとしての腕前は、年間約600ステージをこなし2012年、2013年のマジックマスターズオープン（MMO)というマジックの世界選手権で連続優勝、二連覇を達成。

- アメリカロサンゼルス「マジックキャッスル」のメンバー。

- オーストラリア、ロシア、韓国、台湾、中国、フランス、アメリカ、タイのテレビでも特集され、その実力は、週刊誌「NewsWeek」に掲載された。

## 経歴
- 3歳の時にスカウトされ、「主婦と生活社」の雑誌専属モデルとしてデビュー。
- その他にもテレビやCM、映画でも子役として活動。
- マジックは小学生の時に趣味として始め、中学・高校・大学とマジックの腕前を磨いていくが、師匠などはおらず全て独学でマジックを習得。
- 20代の頃Mr.マリックの超魔術に強い関心を持ちメンタルマジックを得意とする、現在のマジックスタイルになった。

## 出演

### CM
- 内外製薬（角川書店、2013年８月）
- 西元眼科（2014年5月）

### テレビ出演
【おもなテレビ出演】
◆日本テレビ
「世界まるみえ」「所さんの笑ってこらえて」「さとこいめぐさん」「天声慎吾」「ぶらり途中下車の旅」「メレンゲの気持ち」「ズームインサンデー」「ズームインSUPER」
◆テレビ朝日
「銭形金太郎」「スーパーモーニング」「スマステ」「ザ。クイズマン」「堂本剛の正直しんどい」「スーパーJチャンネル」「裸の少年」「Qさま！」「これマジ！」「東京サイト」
◆TBSテレビ
「知っとこ！」「ブロードキャスター」「サカスくん」「はなまるマーケット」「二時ちゃお」
◆フジテレビ
「火曜スペシャル」「スターどっきりマル秘報告」「スーパーニュース」「めざましテレビ」
◆NHKテレビ
「TOKYO EYE」「おはよう日本」「いっとろっけん」「探偵バクモン」
◆テレビ東京
「動物冒険バラエティーワンダ」
◆大阪読売テレビ
「大阪ほんわかテレビ クイズ伸介くん」
◆TOKYO MXテレビ
「私立恵比寿中学」
他700番組出演
◆雑誌「Men's JOKER」連載

### メディア出演履歴
2024年
| 1月  | テレビ出演 | 1月１３日BS日テレ珍湯旅テレビ出演                                         |
| ２月 | テレビ出演 | 2月14日ＴＢＳテレビラビット、テレビ出演                                   |
| 3月  | ラジオ出演 | ３月3日ＴＢＳテレビアッコにおまかせ！テレビ出演                           |
| 3月  | テレビ出演 | ３月20日ＴＢＳテレビひるおび出演                                          |
| 3月  | ラジオ出演 | ３月23日ＴＢＳテレビアッコにおまかせ！未公開映像出演                      |
| 5月  | テレビ出演 | ５月１９日テレビ朝日ナニコレ珍百景テレビ出演                              |
| 8月  | テレビ出演 | ８月26日テレビ朝日ジャパニーズナイトウォーカーテレビ出演                  |
| 9月  | テレビ出演 | 9月13日テレビ東京所さんの学校では、教えてくれない、そこんところテレビ出演 |
| 12月 | テレビ出演 | 12月16日、ネットテレビ鳥越アズーリFM.テレビ出演                           |

2023年
| １月 | テレビ出演         | 1月7日テレビ朝日じゅん散歩お正月特番テレビ出演                     |
| 2月  | テレビ出演         | 2月21日テレビ東京開運！なんでも鑑定団昭和浴場紹介テレビ出演        |
| 2月  | テレビ出演         | 2月22日テレビ東京60秒で、学べるニューステレビ出演                  |
| 4月  | テレビ出演         | 4月１２日水曜日日本テレビ笑ってコラえて、!３時間スペシャル画像出演 |
| 10月 | 映画出演           | 映画100日後に死ぬババ映画出演                                      |
| 12月 | ネットニュース掲載 | yahoo! Newsに掲載されました。                                      |
| 12月 |                    | 大晦日カウントダウンマジックショー開催                             |

2022年
| 1月  | テレビ出演         | 1月3日日本テレビ笑ってコラえて新春祭りテレビ出演        |
| 1月  | テレビ出演         | 1月26日水曜日NHK水戸放送局テレビ出演                    |
| 2月  | テレビ出演         | 2月14日朝日新聞、新聞掲載                               |
| ３月 | テレビ出演         | 3月12日TBSテレビ新情報7daysニュースキャスターテレビ出演 |
| 3月  | テレビ出演         | 3月16日水曜日TBSテレビラヴィットテレビ出演              |
| ４月 | テレビ出演         | 4月4日NHKテレビ趣味どき、テレビ出演                     |
| 4月  | テレビ出演         | 4月11日NHKテレビ、12時15分から、趣味どき、出演          |
| 4月  | テレビ出演         | 4月17日テレビ朝日サンデーLIVEテレビ出演                 |
| 4月  | テレビ出演         | 4月28日テレビ朝日じゅん散歩テレビ出演                   |
| 9月  | テレビ出演         | 9月14日日本テレビ笑ってコラえて2時間SP出演              |
| 11月 | 雑誌掲載           | 11月雑誌「中野で、やろう」雑誌連載                      |
| 12月 | ネットニュース掲載 | 12月1日経済新聞掲載Yahoo!ニュース掲載                   |
| 12月 |                    | 大晦日カウントダウンマジックショー開催                  |

2021年
| １月   | ラジオ出演       | １月3日 日曜日 午後６時００分から、ＦＭ鎌倉ラジオ「MCおんのおん☆しつ」 ラジオ出演 |
| １月   | テレビ出演       | 1月4日(月) テレビ東京 テレビ出演 よじごじＤａｙｓ                                 |
| １月   | テレビ出演       | １月10日 日曜日のテレビ朝日AbemaTVお昼12時から、Abema的ニュースショーに出演       |
| ２月   | テレビ出演       | ２月２日テレビ東京チマタの噺テレビ出演                                            |
| ２月   | 雑誌掲載         | 雑誌サウナランド増刊号掲載                                                        |
| ２月   | テレビ出演       | ２月９日TBSテレビ火曜日夜８時から。教えてもらう前と後テレビ出演                   |
| ２月   | ラジオ出演       | 鳥越アズーリFMラジオ出演                                                          |
| ４月   | テレビ出演       | 4月17日テレビ朝日AbemaTV、Abema的ニュースショー出演                               |
| ５月   | ラジオ出演       | 5月11日鳥越アズーリＦＭラジオ出演                                                 |
| ６月   | テレビ出演       | 日本テレビ笑ってコラえて、傑作選テレビ出演                                        |
| ６月   | テレビ出演       | 日本テレビ所さんの、笑ってコラえて、テレビ出演                                    |
| ６月   | テレビ出演       | 🍀6月16日水曜日有吉の壁番宣出演                                                   |
| ７月   | テレビ出演       | 日本テレビ所さんの笑ってコラえて傑作選テレビ出演                                  |
| ８月   | テレビ出演       | 日本テレビ一億人の大疑問！笑ってコラえて傑作選テレビ出演                          |
| ８月   | テレビ出演       | 日本テレビ１億人の大疑問!?笑ってコラえて!2時間スペシャルテレビ出演                |
| ８月   | 新聞掲載         | 8月14日読売新聞掲載                                                               |
| ８月   | テレビ出演       | 8月29日日本テレビ１億人の大疑問！?笑ってコラえて傑作選テレビ出演                  |
| １０月 | 雑誌掲載         | 雑誌ＳＰＲＩＮＧ10月号掲載                                                        |
| 1０月  | 雑誌掲載         | PICNIC GOHAN (ピクニックゴハン）10&11掲載                                         |
| １１月 | テレビ出演       | 11月3日日本テレビ笑ってコラえて、2時間スペシャルテレビ 出演                       |
| １１月 | テレビ出演       | 11月16日NHKテレビひるまえほっとテレビ出演                                         |
| １１月 | ラジオ出演       | 11月19日渋谷ラジオ68,7MHzラジオ出演                                               |
| １１月 | テレビ出演       | 11月25日NHKテレビひるまえほっとテレビ出演                                         |
| １１月 | タレント名鑑掲載 | 2021/11/28 🍀2020年タレント名鑑載りました🍀                                       |
| １２月 | テレビ出演       | 12月1日テレビ朝日じゅん散歩テレビ出演                                             |

2020年
| 2月  | 新聞掲載           | ２月7日新聞掲載                                                                |
| ３月 | 雑誌掲載           | 「SODA」5月号に掲載されました。                                                |
| ３月 | テレビ出演         | TBSテレビアメージングパングテレビ出演                                          |
| ３月 | 雑誌掲載           | 「SODA」5月号に掲載されました。                                                |
| ４月 | 新聞掲載           | 健友新聞に掲載                                                                 |
| ４月 | 雑誌連載           | 雑誌「中野＆高田馬場でやろう！」連載                                           |
| ６月 | テレビ出演         | BSフジテレビ『TOKYOストーリーズ』テレビ出演                                    |
| ６月 | テレビ出演         | 2020年6月27日(土) テレビ東京新ｓｈｏｃｋ感テレビ出演                           |
| ７月 | テレビ出演         | 7月16日CSテレビ珍湯旅テレビ出演                                                |
| ８月 | テレビ出演         | 8月6日午後7時30分NHKニッポンぶらり鉄道旅出演                                   |
| 8月  | 雑誌掲載           | 中野区人気銭湯ランキング１位になりました。                                     |
| 9月  | テレビ出演         | 9月９日（水）家、ついて行ってイイですか？(テレビ東京) の収録                   |
| 11月 | ラジオ出演         | 11月27日金曜日午後9時から、宮藤官九郎にいっても仕方ないんですけど❗ラジオ出演  |
| 12月 | ラジオ出演         | 12月11日金曜日夜9時から、宮藤官九郎にいっても仕方ないんですけど❗ラジオ出演    |
| 12月 | ネットニュース掲載 | Yahoo! News、他に掲載されました。                                              |
| 12月 | テレビ出演         | 12月20日（日）昼１時～ TBSテレビ、噂の東京マガジン、テレビ出演                 |
| 12月 |                    | グランドプリンスホテル新高輪 大宴会場「飛天」の間にてクリスマスパーティー      |
| 12月 | ラジオ出演         | 12月31日木曜日 午後7時30分から、ＦＭ鎌倉ラジオ「MCおんのおん☆しつ」 ラジオ出演 |
| 12月 | テレビ収録         | 大晦日は、カウントダウンマジックショーにてテレビ収録                           |

2019年
| 2月  | テレビ出演 | テレビ東京「所さんのそこんトコロ」      |
| 3月  | テレビ出演 | テレビ東京「深夜に発見！新shok感」      |
| 3月  | テレビ出演 | Vパラダイスおふろやさん日和             |
| 4月  | 雑誌掲載   | 雑誌「ナカノシティ」                    |
| 5月  | 雑誌掲載   | 雑誌「まるっと中野」                    |
| ６月 | 雑誌掲載   | 雑誌「交通安全ジャーナル」              |
| ６月 | 雑誌掲載   | 雑誌「週刊大衆」                        |
| ６月 | 雑誌掲載   | 雑誌「ポリスマガジン」                  |
| ７月 | Web        | インターネットテレビ「オロナミンC」掲載 |
| ８月 | 雑誌掲載   | 雑誌「トウキョウトレンディランキング」  |
| 9月  | テレビ出演 | 日本テレビ「高校生クイズ2019SP」        |
| 9月  | テレビ出演 | 日本テレビ「高校生クイズ」              |
| 9月  | テレビ出演 | 東京MX「テレビニュースチャンネル」      |
| 9月  | テレビ出演 | テレビ朝日「かみひとえ」                |
| 10月 | テレビ出演 | BSフジ「東京ストーリー」                |
| 10月 | テレビ出演 | スペースシャワーTV「モンスターロック」  |
| 10月 | テレビ出演 | BSフジ「東京ストーリー後編」            |
| 11月 | テレビ出演 | スカパー「ガオラ珍湯布旅」              |
| 11月 | テレビ出演 | テレビ東京「東京昼飯旅」                |

2018年
| 1月  | 新聞掲載   | 「帝国タイムズ」                       |
| 2月  | テレビ出演 | テレビ朝日「東京サイト」               |
| 2月  | Web        | 「まるっと中野                         |
| 3月  | Web        | 「Mine」                               |
| 4月  | テレビ出演 | スペースシャワーTV「モンスターロック」 |
| 7月  | テレビ出演 | NHK「チコちゃんに叱られる」            |
| ９月 | テレビ出演 | 東京MXテレビ「ひるキュン！」           |
| 10月 | テレビ出演 | スペースシャワーTV「モンスターロック」 |
| 11月 | 雑誌掲載   | 「中野あるある」                       |
| 11月 | 新聞掲載   | 毎日新聞                               |
| 12月 | 新聞掲載   | 中野経済新聞                           |

2017年
| 1月  | ラジオ出演 | 「レインボータウンFM木場」             |
| 1月  | テレビ出演 | 「ニコ生 ラッキーオールマイティー」    |
| 1月  | テレビ出演 | テレビ東京「いちげんさん」             |
| 2月  | 雑誌掲載   | 「大人の週末」                         |
| 2月  | 雑誌掲載   | 「週間実話」                           |
| 2月  | 雑誌掲載   | 「週間大衆」                           |
| 3月  | 雑誌掲載   | 「NAKANO BRAND 2017」                  |
| 4月  | 雑誌掲載   | 「望星」                               |
| 4月  | Web        | Yahooニュース「ライブドアニュース」    |
| 5月  | テレビ出演 | NHK「しぶ5時」                         |
| 5月  | テレビ出演 | 毎日放送「かわいあじあ」               |
| 5月  | テレビ出演 | スペースシャワーTV「かわおあじあ」     |
| 5月  | DVD出演    | 「クラッシャーズカズヨシ」             |
| 6月  | 新聞掲載   | 公明新聞                               |
| 9月  | 新聞掲載   | 新潟日報                               |
| 9月  | 雑誌掲載   | 「大人の家」                           |
| 10月 | テレビ出演 | スペースシャワーTV「モンスターロック」 |
| 11月 | 雑誌掲載   | 「中央線がすき」                       |
| 12月 | テレビ出演 | テレビ東京「昼めし旅」                 |
| 12月 | テレビ出演 | テレビ東京「キテレツ人間国宝」         |

2016年
| 1月  | テレビ出演 | テレビ東京「今夜もドル箱V新春特別企画」    |
| 1月  | テレビ出演 | テレビ東京「ドライブGOGO」                 |
| 2月  | 雑誌掲載   | 「東京人」                                 |
| 2月  | 新聞掲載   | 中野経済新聞                               |
| 2月  | Web        | Yahoo!ニュース                             |
| 2月  | テレビ出演 | NHK「ワールド」                            |
| 3月  | テレビ出演 | NHK「ワールドトーキョークリエーター」      |
| 4月  | 雑誌掲載   | 東京メトロ                                 |
| 5月  | ラジオ出演 | FM浦安                                     |
| 5月  | テレビ出演 | テレビ朝日「ハタナカ優越感」               |
| 5月  | テレビ出演 | フジテレビ「関ジャ二∞クロニカル」          |
| 5月  | テレビ出演 | テレビ朝日「ハタナカ優越感 傑作選」」      |
| 6月  | 雑誌掲載   | 「キタコレ」                               |
| 6月  | テレビ出演 | TBSテレビ「アガルテレビ欄」                |
| 7月  | テレビ出演 | TBSテレビ「生き物にサンキュー」            |
| 9月  | ラジオ出演 | 渋谷クロスFM                               |
| 9月  | ラジオ出演 | TBSラジオ                                  |
| ９月 | テレビ出演 | フジテレビ「しばマンポ」                   |
| 9月  | テレビ出演 | スペースシャワーTV「モンスターロック」     |
| 10月 | DVD出演    | 「ねこずかん」                             |
| 10月 | テレビ出演 | テレビ東京「家、ついて行っていいですか？」 |
| 10月 | ラジオ出演 | 「レインボータウン」                       |
| 10月 | テレビ出演 | インターネットTV「中野Mスタジオ」          |
| 10月 | 雑誌掲載   | 「P's ANIMO」」                            |
| 11月 | 雑誌掲載   | 「ゆらん」                                 |
| 11月 | テレビ出演 | スペースシャワーTV「モンスターロック」     |
| 12月 | テレビ出演 | TBSテレビ「ニュースバード」                |

2015年
| 1月  | ラジオ出演 | ニッポン放送「今夜もオトパラ生放送」                    |
| 1月  | 雑誌掲載   | 「エキサイティングマックス」                            |
| 1月  | テレビ出演 | Jcom「中野テレビ」                                      |
| 2月  | テレビ出演 | フジテレビ「あぁしあわせ銭湯」                          |
| 2月  | 雑誌掲載   | 「EXマックス」                                          |
| 2月  | 雑誌掲載   | 「TV Life」                                             |
| 2月  | テレビ出演 | TBSテレビ「あさちゃん」                                 |
| 3月  | ラジオ出演 | カンスト                                                |
| 3月  | 雑誌掲載   | 「エキサイティングマックススペシャル」                  |
| 4月  | 雑誌掲載   | 「インザライフ」                                        |
| 4月  | テレビ出演 | テレビ朝日「SMAPがんばります特別篇」」                  |
| 4月  | テレビ出演 | テレビと京「レディス４Yプラステレビ」                   |
| 5月  | 映画出演   | Vシネマ「銭湯童貞」                                     |
| 5月  | 新聞掲載   | 房日新聞                                                |
| 5月  | テレビ出演 | フジテレビ「ノンストップ」                              |
| 6月  | テレビ出演 | テレビ朝日「お願いランキング1部」                       |
| 7月  | テレビ出演 | テレビ朝日「くりーむしちゅうのハタナカ優越感2時間SP」」 |
| 8月  | テレビ出演 | スペースシャワーTV「モンスターロック」                  |
| 9月  | テレビ出演 | タイテレビ「チャンネル5スゴ日本人」                     |
| 10月 | テレビ出演 | TBSテレビ「白熱ビビッド」                               |
| 10月 | テレビ出演 | ABC朝日放送「ゲームの達人」                             |
| 11月 | Web        | Webマガジン「１０１０」                                 |
| 11月 | テレビ出演 | TBSテレビ「ゴゴスマ」                                   |
| 11月 | DVD発売    | タジマジックDVD「レジェンド」                           |
| 12月 | テレビ出演 | TBSテレビ「ゴゴスマ生放送」                             |
| 12月 | テレビ出演 | TBSテレビ「メトログ」                                   |

2014年
| 1月  | 雑誌掲載   | 「東京ウォーカー」                               |
| 1月  | テレビ出演 | テレビ朝日「モヤモヤさまーず」                   |
| 1月  | 雑誌掲載   | 「プリあらマガジン正月号」                       |
| 2月  | 雑誌掲載   | 「女性セブン おもしろスポット」                  |
| 2月  | テレビ出演 | 「サムライTV」                                   |
| 3月  | DVD発売    | タジマジックDVD「究極のタジマジックDVD」         |
| 3月  | テレビ出演 | インターネットTV「オンエアTV」                   |
| 3月  | テレビ出演 | テレビ朝日「SMAPがんばります 木村拓哉 傑作選」   |
| 4月  | テレビ出演 | 日本テレビ「シューイチ」                         |
| 4月  | テレビ出演 | 東京MXテレビ「ニュースクロス」                   |
| 5月  | 雑誌掲載   | 「日刊大衆」                                     |
| 5月  | CM出演     | 「西元眼科」                                     |
| 6月  | テレビ出演 | フジテレビ「ブラブラサンデー有吉くんの正直散歩」 |
| 7月  | テレビ出演 | テレビ朝日「ワイドスクランブル」                 |
| 7月  | テレビ出演 | NHK「探偵バクモン」                              |
| 7月  | ラジオ出演 | 「FM浦安」                                       |
| 8月  | ラジオ出演 | 「FM世田谷」                                     |
| 9月  | テレビ出演 | スペースシャワーTV「モンスターロック」           |
| 9月  | 新聞掲載   | 中日新聞                                         |
| 9月  | 新聞掲載   | 東京新聞                                         |
| 10月 | 雑誌掲載   | 「モノクロ12月号」                               |
| 10月 | テレビ出演 | TBSテレビ「どんなオカネもモトをとらねば」        |
| 11月 | テレビ出演 | テレビ朝日「お願いランキング」                   |
| 11月 | ラジオ出演 | ラジオ関智「福圓のサンスト」                     |
| 12月 | テレビ出演 | インターネットTV「シネマ倶楽部」                 |
| 12月 | 雑誌掲載   | 「トランク」                                     |

2013年
| 1月  | テレビ出演 | スペースシャワーTV「モンスターロック」                      |
| 1月  | テレビ出演 | インターネットテレビ ユーストリーム「しず風＆絆一座珍道中」 |
| 2月  | DVD出演    | 「内村さまーず No.43」                                      |
| 2月  | 雑誌掲載   | 「ねこもん」                                                |
| 3月  | テレビ出演 | スカパー「篠崎愛のロケットスタート」                        |
| 3月  | 新聞掲載   | 日本経済新聞「日経23Plus」                                  |
| 4月  | テレビ出演 | テレビ朝日「SMAPがんばりますっ！！直前スペシャル」          |
| 5月  | DVD発売    | タジマジック メンタルDVD「メジャー」                        |
| 5月  | PV出演     | 私立恵比寿中学 新曲「頑張ってる途中」                       |
| 6月  | 雑誌掲載   | 「中野ウォーカー」                                          |
| 7月  | テレビ出演 | インターネットTV「稲川淳二の摩訶不思議な恐怖の世界」        |
| 8月  | 雑誌掲載   | 「週間大衆」                                                |
| ８月 | CM出演     | 角川書店「内外製薬」                                        |
| 9月  | 雑誌掲載   | 散歩の達人                                                  |
| 10月 | テレビ出演 | NHK「探偵バクモン」                                         |
| 10月 | 雑誌掲載   | 「プリあらマガジン」                                        |
| 11月 | テレビ出演 | フジテレビ「わだかまり交通社」                              |
| 12月 | テレビ出演 | インターネットTV「フロムフィクサー」                        |

2012年
| 1月  | 雑誌掲載   | 「東京ウォーカー新春特大号」                               |
| 1月  | ラジオ出演 | ニッポン放送「ザボイス」                                   |
| 1月  | テレビ出演 | スペースシャワーTV「モンスターロック」                     |
| 2月  | テレビ出演 | 任天堂３DS日本テレビ配信「マジック教室３DS」               |
| 2月  | テレビ出演 | フジテレビ「めざましどようび」                             |
| 3月  | テレビ出演 | テレビ東京「動物冒険バラエティーワンダ」                   |
| 3月  | 雑誌掲載   | 「トウキョウトレンディランキング」                         |
| 4月  | テレビ出演 | テレビ朝日「SMAPがんばりますっ！！」                       |
| 4月  | テレビ出演 | テレビ朝日「スマステ」                                     |
| 5月  | テレビ出演 | TOKYO MXテレビ「内村さまーず」                             |
| 5月  | 雑誌掲載   | 「FLUSH」                                                  |
| 5月  | テレビ出演 | TOKYO MXテレビ「エビ中の永遠に中学生」                     |
| 5月  | テレビ出演 | 任天堂３DS日本テレビ配信「マジック教室３DS」               |
| 6月  | テレビ出演 | 任天堂３DS日本テレビ配信「マジック教室３DS最終回」         |
| 7月  | テレビ出演 | インターネットテレビューストリーム「しず風＆絆一座珍道中」 |
| 8月  | テレビ出演 | インターネットテレビューストリーム                         |
| 8月  | テレビ出演 | インターネットテレビューストリーム「大盛りステラ丼」       |
| 9月  | DVD発売    | 東急ハンズ「タジマジックマジカルコレクション」             |
| 10月 | テレビ出演 | フランスノーライフテレビ「ジャパン インモーション」        |
| 10月 | テレビ出演 | テレビ新広島「ジャパン インモーション」                    |
| 10月 | テレビ出演 | テレビ西日本「ジャパン インモーション」                    |
| 10月 | テレビ出演 | NHK[おはよう日本」                                         |
| 10月 | 本掲載     | 単行本「スゴイ人の法則」                                   |
| 10月 | テレビ出演 | TOKYO MXテレビ「エビ中の永遠に中学生最終回」               |
| 11月 | 雑誌掲載   | 「きゃりーぱみゅぱみゅのもしもしTOKYO」                    |
| 11月 | 本掲載     | 単行本 竹書房「東京23区 女ひとり風呂」                     |
| 12月 | 雑誌掲載   | 「芸能ズキュン」                                           |
| 12月 | テレビ出演 | NHKワールドテレビ「TOKYO EYE」                             |
| 12月 | テレビ出演 | NKH教育テレビ「TOKYO EYE」                                 |
| 12月 | テレビ出演 | テレビ朝日「お願いランキング特別篇またぎスペシャル」       |

2011年
| 1月  | テレビ出演 | テレビ朝日「スーパーモーニング2011年新春スペシャル」  |
| 1月  | テレビ出演 | インターネットテレビ 王様TV「月刊ムービーキング」     |
| 1月  | ラジオ出演 | ベイFM「ミラクル」                                    |
| 2月  | 雑誌掲載   | 「月刊 散歩の達人」                                   |
| 2月  | テレビ出演 | あっ！と驚く放送局「ROOM375」                         |
| 3月  | 雑誌掲載   | 「しんきん経営情報4月号」                             |
| 4月  | 雑誌掲載   | 「DIME」                                              |
| 4月  | テレビ出演 | Jcom「めっけタウン」                                  |
| 5月  | テレビ出演 | TBSテレビ「知っとこ！」                               |
| 6月  | 雑誌掲載   | 「東京みちくさ散歩」                                  |
| 7月  | 新聞掲載   | 朝日新聞「エンタ」                                    |
| 8月  | 雑誌掲載   | 「東京グラフティ」                                    |
| 9月  | テレビ出演 | 任天堂３DS日本テレビ配信「マジック教室３D」           |
| 9月  | テレビ出演 | TBSテレビ「キングオブコント2011直前スペシャル」       |
| 9月  | テレビ出演 | フジテレビ「タカトシ・温水が行く旅スペシャル」        |
| 10月 | 新聞掲載   | 日本経済新聞「ライフプラス」                          |
| 10月 | 本掲載     | 「日刊スゴイ人」                                      |
| 11月 | テレビ出演 | スカパーキッズステーション「それいけ電エース」        |
| 12月 | 広告出演   | ステージ衣装専門店 原宿ゼンモールイメージキャラクター |

2010年
| 1月  | テレビ出演 | テレビ朝日「ロンドンハーツ」                               |
| 2月  | テレビ出演 | 日本テレビ「ダウンタウンDX」                               |
| 2月  | テレビ出演 | テレビ朝日「お願いランキング」                             |
| 3月  | テレビ出演 | 大阪読売テレビ「情報ライブミヤネ屋」                       |
| 4月  | テレビ出演 | 日本テレビ「不可思議探偵団」第3回                          |
| 5月  | テレビ出演 | 日本テレビ「不可思議探偵団」第4回                          |
| 6月  | テレビ出演 | 日本テレビ「不可思議探偵団マル秘調査」                     |
| 6月  | テレビ出演 | 日本テレビ「不可思議探偵団 明日よる7時直前情報スペシャル」 |
| 6月  | テレビ出演 | 日本テレビ「不可思議探偵団」第7回                          |
| 6月  | テレビ出演 | 日本テレビ「不可思議探偵団」第9回                          |
| 7月  | テレビ出演 | 日本テレビ「不可思議探偵団 京都奈良修学旅行スペシャル」    |
| 8月  | 新聞掲載   | 読売新聞「東京ヒストリー」                                 |
| 8月  | テレビ出演 | テレビ朝日「やじうまプラス」                               |
| 8月  | 新聞掲載   | 朝日新聞社会面                                             |
| 9月  | 雑誌掲載   | フリーペパー「R25」                                        |
| 11月 | テレビ出演 | CSスペースシャワーTV「モンスターロック」                   |
| 12月 | ラジオ出演 | ウィザーズラジオ「今夜も○○！」                             |

2009年
| 1月  | 雑誌掲載       | 東京ウォーカー新春特大号に掲載                                               |
| 1月  | 雑誌掲載       | 雑誌「レディースゴング」に掲載                                               |
| 2月  | ラジオ出演     | ラジオFM世田谷「オープンサロン８３４」に生放送出演                           |
| 1月  | 新聞掲載       | 東京新聞「これからの入門ガイド」に掲載                                       |
| 3月  | 雑誌掲載       | 雑誌「生衛ジャーナル」の巻頭の掲載                                           |
| 3月  | 区報に掲載     | 中野区報に掲載                                                               |
| 4月  | 雑誌掲載       | JR東日本「小さな旅東京スキップ春号」に掲載                                   |
| 4月  | 書籍掲載       | 「テクニカルなメンタルマジック講座」荒木一郎著（東京堂出版）に登場           |
| 5月  | ラジオ出演     | ニッポン放送「半田健人のオールナイトニッポン」に出演                         |
| 5月  | ラジオ出演     | 携帯ラジオ館「今夜はゆりあと…」に出演。                                      |
| 5月  | テレビ出演     | 中国中央テレビに世界卓球の中国チームと出演                                   |
| 5月  | ラジオ出演     | 携帯ラジオ館「今夜はゆりあと…」に出演。                                      |
| 6月  | テレビ出演     | NHK「いっと6けん」出演                                                       |
| 6月  | 新聞掲載       | 大阪スポーツ新聞に、タジマジックと昭和浴場が掲載                             |
| 7月  | テレビ出演     | スペースシャワーTVに出演                                                     |
| 8月  | 配信           | プレイステーションポータブル「トロ・ステーション」で「銭湯でマジック」が配信 |
| 8月  | テレビ出演     | NHK「いっと6けん総集編」出演                                                 |
| ９月 | テレビ出演     | TBSテレビ「サカスさん」に出演                                                |
| 9月  | テレビ出演     | NHK「いっと6けん総集編」出演                                                 |
| 10月 | テレビ出演     | CS放送 日テレG+（ジータス）「新おとな総研＠G+」に出演                        |
| 12月 | 雑誌掲載       | 写真週刊誌「FLASH]に掲載                                                     |
| 12月 | テレビ出演     | テレビ朝日「東京サイト」に出演                                               |
| 12月 | 報道写真展展示 | 日本橋三越「報道写真展」にタジマジックの写真が飾られています                 |

### 本掲載
- 日刊スゴイ人（2011年10月）
- スゴイ人の法則（単行本、2012年10月）
- 東京23区 女ひとり風呂（単行本　竹書房、2012年11月）

### DVD
- タジマジックマジカルコレクション（東急ハンズ、2012年9月）
- メジャー（タジマジック メンタルDVD、2013年5月）
- 究極のタジマジックDVD（タジマジックDVD、2014年3月）
- レジェンド（タジマジックDVD、2015年11月）

### PV出演
- 頑張ってる途中（2013年5月）

### 映画出演
- 銭湯童貞（Vシネマ、2015年5月）

### 広告出演
- 原宿ゼンモールイメージキャラクター（ステージ衣装専門店、2011年12月）

### イベント出演
・2017.4.28　abe gakk(キングレコード)メジャーデビュー記念ライブパーティー(エスパー伊東、楽しんご、神取忍、渡辺一久と共演)